# 塔什干州
塔什干州是烏茲別克十二個州份之一。它涵蓋15,300平方公里，有人口4,450,000。塔什干州下轄15個縣，首府設於努拉夫尚。
塔什干州与重庆市结为友好市州。

## 地理位置
塔什干州位於烏茲別克東部，在天山山脉和锡尔河之间。它與以下州份或國家相連（從北開始逆時針）：哈薩克、錫爾河州、塔吉克、納曼干州、吉爾吉斯。公路全長3,771公里，另外鐵路360公里。

## 行政区划
塔什干州分为13个区，如下：

## 重要城镇
- 努拉夫尚
- 安格連
- 奥尔马利克
- 阿汉加兰（英语：Ohangaron）
- 贝科博德
- 奇爾奇克
- 帕尔肯特
- 扬吉阿巴德
- 扬吉尤利

## 經濟
塔什干州是乌兹别克经济最发达的州份，全州一共有9081家企业，其中128家已注册受到外资。1997年外贸额达到6.85亿美元。